# Тетово (Болгарія)
Те́тово (болг. Тетово) — село в Русенській області Болгарії. Входить до складу общини Русе.

## Населення
За даними перепису населення 2011 року у селі проживали 2017 осіб.
Національний склад населення села:
| Національність   | Кількість осіб | Відсоток |
| ---------------- | -------------- | -------- |
| болгари          | 1083           | 59,7%    |
| турки            | 521            | 28,7%    |
| цигани           | 178            | 9,8%     |
| Всього відповіли | 1815           |          |

Розподіл населення за віком у 2011 році:
Динаміка населення: